# Lucey (Savoia)
Lucey és un municipi francès situat al departament de la Savoia i a la regió d'Alvèrnia-Roine-Alps. L'any 2007 tenia 288 habitants.

## Demografia

### Població
El 2007 la població de fet de Lucey era de 288 persones. Hi havia 122 famílies de les quals 28 eren unipersonals (16 homes vivint sols i 12 dones vivint soles), 33 parelles sense fills, 41 parelles amb fills i 20 famílies monoparentals amb fills.
La població ha evolucionat segons el següent gràfic:
Habitants censats

### Habitatges
El 2007 hi havia 164 habitatges, 122 eren l'habitatge principal de la família, 37 eren segones residències i 5 estaven desocupats. 157 eren cases i 7 eren apartaments. Dels 122 habitatges principals, 103 estaven ocupats pels seus propietaris, 18 estaven llogats i ocupats pels llogaters i 1 estava cedit a títol gratuït; 1 tenia una cambra, 6 en tenien dues, 26 en tenien tres, 31 en tenien quatre i 58 en tenien cinc o més. 97 habitatges disposaven pel capbaix d'una plaça de pàrquing. A 49 habitatges hi havia un automòbil i a 65 n'hi havia dos o més.

### Piràmide de població
La piràmide de població per edats i sexe el 2009 era:
| Homes | Edats   | Dones |
| ----- | ------- | ----- |
| 0     | 95 o +  | 0     |
| 0     | 90 a 94 | 0     |
| 0     | 85 a 89 | 4     |
| 8     | 80 a 84 | 0     |
| 4     | 75 a 79 | 8     |
| 4     | 70 a 74 | 8     |
| 0     | 65 a 69 | 0     |
| 4     | 60 a 64 | 12    |
| 12    | 55 a 59 | 4     |
| 16    | 50 a 54 | 20    |
| 20    | 45 a 49 | 8     |
| 8     | 40 a 44 | 4     |
| 20    | 35 a 39 | 16    |
| 0     | 30 a 34 | 4     |
| 20    | 25 a 29 | 4     |
| 8     | 20 a 24 | 4     |
| 8     | 15 a 19 | 20    |
| 12    | 10 a 14 | 0     |
| 0     | 5 a 9   | 8     |
| 0     | 0 a 4   | 8     |

## Economia
El 2007 la població en edat de treballar era de 184 persones, 136 eren actives i 48 eren inactives. De les 136 persones actives 127 estaven ocupades (76 homes i 51 dones) i 9 estaven aturades (2 homes i 7 dones). De les 48 persones inactives 23 estaven jubilades, 11 estaven estudiant i 14 estaven classificades com a «altres inactius».

### Ingressos
El 2009 a Lucey hi havia 122 unitats fiscals que integraven 297 persones, la mediana anual d'ingressos fiscals per persona era de 16.196 €.

### Activitats econòmiques
Dels 14 establiments que hi havia el 2007, 1 era d'una empresa de fabricació d'altres productes industrials, 7 d'empreses de construcció, 3 d'empreses de comerç i reparació d'automòbils, 1 d'una empresa de transport i 2 d'empreses d'hostatgeria i restauració.
Dels 8 establiments de servei als particulars que hi havia el 2009, 1 era una oficina de correu, 1 guixaire pintor, 2 fusteries, 1 lampisteria, 1 electricista i 2 restaurants.
L'any 2000 a Lucey hi havia 6 explotacions agrícoles.

## Equipaments sanitaris i escolars
El 2009 hi havia una escola maternal integrada dins d'un grup escolar amb les comunes properes formant una escola dispersa.

## Poblacions més properes
El següent diagrama mostra les poblacions més properes.